# Bagala (Burkina Faso)
Pour les articles homonymes, voir Bagala.
Bagala est une localité située dans le département de Nouna de la province du Kossi dans la région de la Boucle du Mouhoun au Burkina Faso.

## Santé et éducation
Bagala accueille un dispensaire isolé tandis que le centre de santé et de promotion sociale (CSPS) et le centre médical avec antenne chirurgicale (CMA) se trouvent à Nouna.
Le village possède une école primaire publique.